# Wetter (Bergbau)

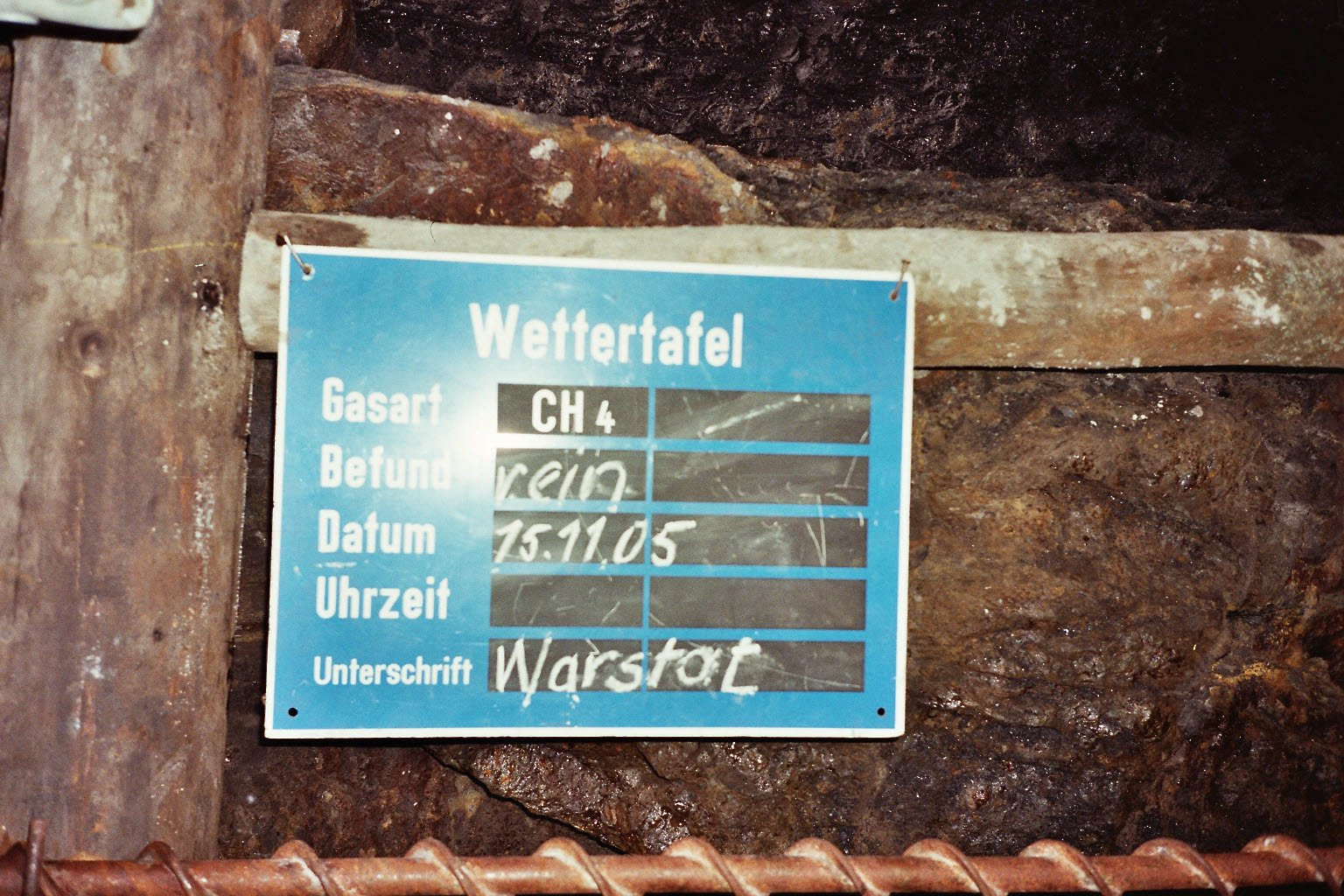
Eine Wettertafel in einem Steinkohlebergwerk (aus 2005)

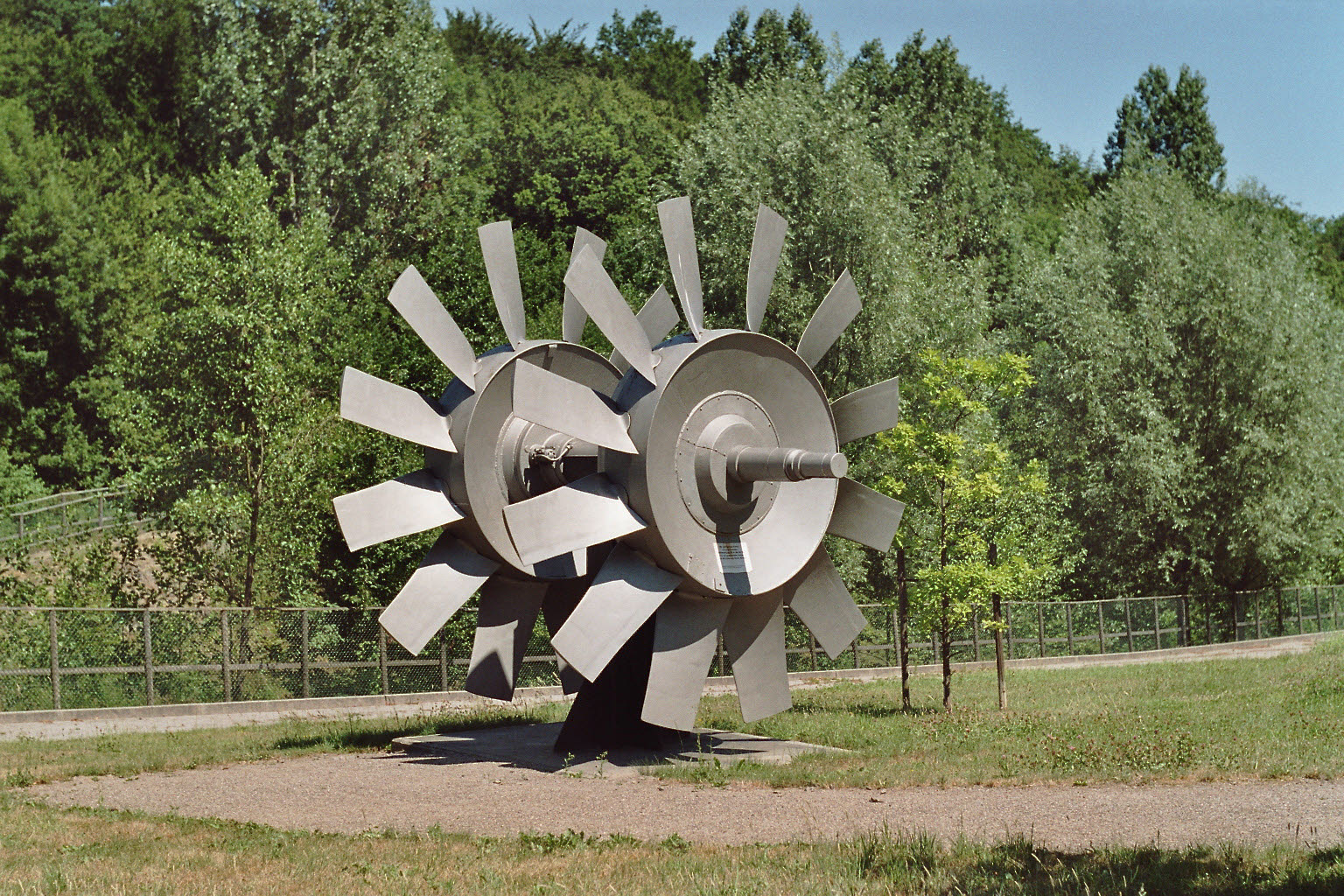
Laufräder eines axialen zweistufigen Grubenlüfters mit je 12 verstellbaren Schaufeln

Die Wetter sind im Bergbau alle im Grubengebäude eines Bergwerks befindlichen Gase. Diese bestehen in allererster Linie aus Luft, ergänzt durch Beimengungen, die der Grube aus dem umgebenden Gebirge zuströmen.

## Grundlagen
Die Bezeichnung „Wetter“ selbst stammt aus einer Zeit, in der man von der Zusammensetzung der Luft und den ihren Bewegungen zugrundeliegenden Mechanismen noch nicht viel wusste. Sie entstammt damit der allgemeinen Beobachtung, dass zwischen der Luftbewegung in der Grube (nach Richtung und Menge) und der (meteorologischen) Wetterlage ein gewisser Zusammenhang besteht. Im Hinblick auf die Entstehung der Luftbewegung, technische Verfahren zu ihrer Erzeugung sowie die Luftverteilung im Bergwerk spricht man von Bewetterung.

## Wetterarten
Im Bergbau unterscheidet man grundsätzlich zwischen zwei Arten von Wettern: gute Wetter und schlechte Wetter. Gute Wetter sind frische Wetter, also die unverbrauchte frische Luft, die der Bergmann atmen kann. Durch den Verbrauch von Sauerstoff und den Zutritt von schädlichen Gasarten können die guten Wetter in schlechte Wetter übergehen.
Die Eigenschaften der schlechten Wetter waren teilweise bereits im frühen Bergbau bekannt. Obwohl man zu der Zeit noch nicht in bedeutende Teufen vorgedrungen war, machten die Bergleute bereits auch hier schon die Erfahrungen mit schlechten Wettern. So erwähnte bereits Plinius die Nachteile des erstickenden Dunstes und des Rauchs, die beim Feuersetzen entstanden. Später kam es dann zu einer Einteilung der schlechten Wetter in die verschiedenen Unterarten:
- Im Bergbau spricht man von matten Wettern oder schwachen Wettern, wenn es sich um erstickend wirkende Luft mit verringertem Anteil an Sauerstoff und meist einem hohen Anteil an Kohlendioxid handelt.[5]
- Böse Wetter sind giftige Wetter. Sie enthalten erhöhte Beimischungen giftiger Gase wie z. B. Kohlenmonoxid, Schwefelwasserstoff oder Stickoxide.[6]
- Als schlagende Wetter bezeichnet man im Bergbau ein Gemisch von Luft und brennbaren Gasen, meistens Methan, in einem explosionsgefährlichen Mischungsverhältnis. Vor allem die schlagenden Wetter sind wegen der großen Explosionsgefahr im Bergbau gefürchtet. Katastrophal kann eine Schlagwetterexplosion dann werden, wenn sie losen Kohlenstaub aufwirbelt und zündet und als Kohlenstaubexplosion weiter wirkt. Zu den zerstörenden Wirkungen einer Explosion kommt auch noch die Erstickungsgefahr, da zum einen ein großer Teil des Luftsauerstoffs verbraucht und zum anderen die Luft mit Kohlenmonoxid angereichert wird und daraus dann böse Wetter entstehen.[7]

Als Abwetter bezeichnet man im Bergbau die aus der Grube abzuführende „verbrauchte“ Luft.
Als Schleichwetter bezeichnet man im Bergbau kleine, unkontrollierte Wetterströme, die durch abgeworfene Grubenbaue wie den Alten Mann streichen und an einer anderen Stelle wieder in den normalen Wetterstrom eintreten.

## Frischluftbedarf
Die Versorgung mit genügend frischen Wettern ist in den entsprechenden gesetzlichen Regelwerken vorgeschrieben. Die Allgemeine Bergpolizeiverordnung schreibt in Österreich vor, dass alle dem Betrieb dienenden Grubenbauen so ausreichend mit Wettern zu versorgen sind, dass Ansammlungen von bösen, matten oder schlagenden Wettern vermieden werden. Die deutsche Allgemeine Bundesbergverordnung schreibt dem Unternehmer vor, dass er alle untertägigen Arbeitsstätten mit einem ausreichenden Sicherheitsspielraum so zu bewettern hat, dass die in den Grubenbauen befindliche Atmosphäre für die Sicherheit und Gesundheit der Bergleute unbedenklich ist.
Über die erforderliche Wettermenge wurden bereits mehrere Untersuchungen durchgeführt. Nach den Ermittlungen von Schondorff benötigt ein Mann pro Stunde 24 Liter Sauerstoff. Das offene Geleucht verbraucht 28,5 Liter Sauerstoff. Ein Grubenpferd benötigt 100 Liter Sauerstoff – ein Grubenpferd wird bei der Wettermengenberechnung wie vier Personen gerechnet.
Spätere Untersuchungen von Zuntz und Schumburg ergaben, dass Schondorff von einem Sauerstoffbedürfnis bei mäßiger Bewegung ausgegangen ist. Unter Belastung benötigt eine Person je nach Schwere der Belastung zwischen 52,8 und 80,8 Liter Sauerstoff. Unter Berücksichtigung eines Sicherheitszuschlages wird für eine Person 120 Liter Sauerstoff pro Stunde ohne Geleucht und mit Geleucht 148,5 Liter Sauerstoff bei der Wettermengenberechnung berücksichtigt. Dies entspricht einem Luftbedarf von 707 Litern pro Person und Stunde. Unter Berücksichtigung der Oxidationsvorgänge und Fäulnisvorgänge ist ein wesentlich höherer Wert zu berücksichtigen. Der Wert ist von Grube zu Grube unterschiedlich. Aus Sicherheitsgründen werden in heutigen Gruben mehr als 10 Kubikmeter Luft pro Person und Minute berücksichtigt.

## Beschaffenheit der Wetter
Neben einem genügend hohen Anteil von Sauerstoff ist auch die Luftfeuchtigkeit ein zu berücksichtigender Faktor.
- Bei zu hoher Luftfeuchtigkeit wird die Arbeitsfähigkeit der Bergleute herabgesetzt. Außerdem kann ein nässender Wetterstrom die Ausbreitung der gefürchteten Wurmkrankheit fördern. Eine hohe Luftfeuchtigkeit machte den eingesetzten Grubenpferden körperlich noch mehr zu schaffen als dem Menschen und führte dazu, dass Grubenpferde bei einer Temperatur von 32 Grad schon bei geringen Anstrengungen starben.
- Eine zu trockene Luft fördert die Austrocknung der Grube und vergrößert die Kohlenstaubgefahr. Die Austrocknung der Grube ist im Winter stärker als im Sommer. Dies liegt daran, dass die winterliche kalte Frischluft weniger Wasserdampf enthält als die warme Luft im Sommer, sodass jene mehr Feuchtigkeit aufnehmen kann.[6]

Im heutigen Bergbau wird die Zusammensetzung der Wetter durch Wettersteiger regelmäßig kontrolliert und auf einer Wettertafel in der Nähe des Abbauortes dokumentiert.